# Pithyella hypnorum
Pithyella hypnorum är en svampart som först beskrevs av Elias Fries, och fick sitt nu gällande namn av Jean Louis Emile Boudier 1907. Pithyella hypnorum ingår i släktet Pithyella och familjen Hyaloscyphaceae.   Inga underarter finns listade i Catalogue of Life.